# Tojo Yamamoto
Tojo Yamamoto, pseudonimo di Harold Watanabe (Kaanapali, 6 gennaio 1927 – Hermitage, 19 febbraio 1992), è stato un manager di wrestling e wrestler statunitense.

## Carriera

### Manager
Yamamoto riuscì a rimanere nel mondo del wrestling e in seguito divenne manager di altri lottatori. La sua ascesa alla fama verso la fine della sua carriera avvenne alla fine degli anni '80, quando, mentre era nella World Class Championship Wrestling, era il manager di Phil Hickerson, noto come P.Y. Chu-Hi. Furono coinvolti in una lunga storyline con Eric Embry, che riguardava il controllo della promozione. In seguito, Yamamoto e Hickerson lavorarono in un angle con Chris e Toni Adams, che iniziò con un attacco a Toni da parte di Hickerson e Yamamoto durante un incontro di wrestling allo Sportatorium.
Yamamoto e Hickerson lasciarono la World Class nel 1990, ma Yamamoto tornò allo Sportatorium all'inizio del 1991 (sotto la bandiera della USWA) per gestire Embry, che era diventato un heel. Durante questo periodo, gestì molti altri lottatori, tra cui Dennis Knight, che in seguito interpretò i ruoli di Phineas I. Godwin e Mideon.

### Allenatore
Durante e dopo i suoi anni da manager, capendo che la sua carriera sul ring era finita da tempo, continuò a contribuire nell'industria del wrestling come allenatore di giovani talenti. L'impatto che ebbe in questo ruolo andò molto oltre le sue aspettative. Allenò dozzine di wrestler diventati celebri, e forse centinaia di altri lottatori meno fortunati. Un esempio di un suo allievo che sarebbe diventato un allenatore a sua volta fu Bobby Eaton. Eaton addestrò molti giovani presso la WCW Power Plant, ma era anche noto per il suo operato come allenatore informale di innumerevoli giovani talenti nella WCW, fino a quando non fu congedato nel 2000. Spesso si metteva in gioco per rendersi disponibile, che fosse dietro le quinte, sul ring o, più comunemente, in viaggio, guidando per lunghe distanze da una città all'altra. Come Yamamoto, non è mai stato considerato un "main eventer", ma entrambi avevano la reputazione e la volontà di aiutare i loro avversari a fare bella figura sul ring e a migliorare semplicemente stando sul ring con loro.
Yamamoto trasmesse i suoi decenni di esperienza nel wrestling a molti studenti, includendo vari futuri campioni come Jeff Jarrett, Mike Rapada e Sid Vicious. Allenò persino il padre di Jeff Jarrett, Jerry Jarrett. Altri suoi studenti furono The Moondogs (Spike & Spot), Jackie Fargo, Bobby Eaton e "Wildfire" Tommy Rich.

## Morte
Watanabe si ritirò nel 1991 a causa di vari problemi di salute. Un anno dopo, si suicidò sparandosi un colpo di fucile in testa nella sua casa di Hermitage (Tennessee).

## Personaggio
Mossa finale
- Stomach vice

## Titoli e riconoscimenti
- Championship Wrestling from Florida
  - NWA United States Tag Team Championship (Florida version) (1) – con Taro Miyake
- International Championship Wrestling
  - ICW United States Tag Team Championship (1) – con Gypsy Joe
- Memphis Wrestling Hall of Fame
  - Classe del 1994
- NWA Mid-America / Continental Wrestling Association
  - AWA Southern Tag Team Championship (1) – con Wayne Farris[3][4]
  - CWA World Tag Team Championship (1) – con Jerry Jarrett
  - NWA Mid-America Heavyweight Championship (2)
  - NWA Mid-America Tag Team Championship (12) – con Bill Dromo (2), Tommy Gilbert (1), Jackie Fargo (2), Johnny Marlin (1), George Gulas (2), Gypsy Joe (3) e Great Togo (1)
  - NWA Six-Man Tag Team Championship (7) – con George Gulas & Dennis Hall (1), George Gulas & Tommy Rich (2), Gypsy Joe & The Beast (1), Dennis Condrey & Chris Colt (1), David Schultz & Great Togo (1), Bobby Eaton & The Secret Weapon (1)
  - NWA Southern Junior Heavyweight Championship (1)
  - NWA Southern Tag Team Championship (Mid-America version) (23) – con Ivan Malenkov (1), Alex Perez (6), Mitsu Hirai (2), Tor Kamata (1), Great Higami (1), Johnny Long (2), Johnny Walker (1), Jerry Jarrett (5), Jerry Lawler (2), Eddie Marlin (1) & Jimmy Golden (1)[3][4]
  - NWA Tri-State Tag Team Championship (Alabama version) (2)  – con George Gulas[5][6]
  - NWA United States Tag Team Championship (Mid-America version)  (1) – con Tommy Rich[7][8]
  - NWA World Tag Team Championship (Mid-America version) (8) – con Alex Perez (1), Mitsu Hirai (1), Tamaya Soto (1), Professor Ito (1), Johnny Long (3) e Ben Justice (1)
- Southeastern Championship Wrestling
  - NWA Southeastern Tag Team Championship (1) – con Mr. Kamikaze
  - NWA Tennessee Tag Team Championship (1) - con Jerry Jarrett